# 조셉 비샤라

조지프 비샤라(Joseph Bishara, 1970년 7월 26일 ~ )는 미국의 작곡가, 영화배우, 가수, 영화 제작자이다.
뉴브런즈윅에서 태어났다.

## 작품 목록

### 영화 작곡
- Joseph's Gift (1998)
- 콘벤트 (2000)
- 그레이브댄서 (2006, The Gravedancers)
- 언어스드 (2007, Unearthed)
- 인시디어스 (2010) - 배우 겸임
- 11-11-11 (2011)
- 다크 스카이 (2013)
- 컨저링 (2013) - 배우 겸임
- 인시디어스: 두번째 집 (2013)
- 애나벨 (2014) - 배우 겸임
- VHS 3 (2014, V/H/S: Viral)
- 인시디어스 3 (2015) - 배우 겸임
- 바티칸 사제들 (2015)
- 테일즈 오브 할로윈 (2015, Tales of Hallowee)
- 컨저링 2 (2016) - 배우 겸임
- 아더 사이드 오브 도어: 악령의 문 (2016)
- 인시디어스4: 라스트 키 (2018) - 배우 겸임
- 아쿠아맨 (2018)
- 프로디지 (2019)
- 요로나의 저주 (2019)
- 애나벨 집으로 (2019)
- 더 언홀리 (2021)
- 컨저링 3: 악마가 시켰다 (2021)
- 말리그넌트 (2021)
- 인시디어스: 빨간 문 (2023)

### 영화 출연
- 인시디어스 (2010) - 립스틱페이스 디먼 역
- 컨저링 (2013) - 바스쉬바 역
- 애나벨 (2014) - 애나벨 악마 역
- 인시디어스 3 (2015) - 립스틱페이스 디먼 역
- 컨저링 2 (2016)
- 애나벨: 인형의 주인 (2017) - 애나벨 악마 역
- 인시디어스4: 라스트 키 (2018) - 립스틱페이스 디먼 역